# To sange for firstemmigt mandskor
To sange for firstemmigt mandskor ('Twee liederen voor vierstemmig mannenkoor') is een compositie van Sigurd Lie, dat in 1899 is gepubliceerd. De twee liederen zijn toonzettingen van twee gedichten van Sven Moren:
- Fela (de viool)
- Vår (lente).

Vår wordt daarbij nog steeds door Noorse koren gezongen. Het koor wordt daarbij aangeduid als TTBB (2 Tenorstemmen; 2 Baritonstemmen).
De gedichten zijn gekozen uit de bundel Hildring uitgegeven in 1897.
De teksten luiden als volgt:
Fela

- Naar dagen sloknar, og soli sier
- med skugge uni voll og engjer,
- so stilt, so stilt mine hender grip
- um glitrande felestrengjer.

- So braatt det tagnar, og alting ly'r,
- sjølv natti i andagt bier.
- — Daa tonar det sorgfullt fraa fela
- um fjell og blaanande lier.

- So lint det lokkar og græt og syng,
- med' alting mot natt seg roar.
- So villt det susar i gras og lyng,
- alt medan mi fele ljoar.

- Og fela mi, ja ho hev det so,
- ho syng for so mange, mange.
- Ho syng for alle, som heime sit
- og lengtar i næter lange.

- Ho syng for guten, som einsam fer
- paa havsens den ville bylgja;
- ho syng for gjenta, som heime er
- og lengtar sin gut faa fylgja.

- Det stundom hender, naar slaatten gjeng
- som kaatast um grøne engjer,
- at graaten bivrar so stilt og såart
- fraa skjelvande understrengjer.

Vår
- Den fyrste erla paa laavbru sat,
- du veit, ho tenkte nok helst paa mat,
- ho saag seg spyrgjande vidt umkring:
- >>Skal tru her finst ikkje nokon ting?<<

- Den fyrste svala mot Noreg for,
- — daa kvitnad segli paa blaae fjor,
- daa vaknad liv umkring berg og fjell:
- »•— Nei kjære deg, vart det vaaren lei?<<

- >>Hei, jenta mi!« ropte trosten da,
- »deg vil eg jamen til kjærring ha.<<
- Og troste-frøkna ho heldt eit styr
- og var so dansande sæl og yr.

- Den fyrste svana fraa Danmark kom,
- — daa dirrad skogen av sol og song
- Daa voggad havet i solgull-straum
- og lo mot himlen i sumar-draum.

- Og blidt um fjellsterke jøkelbarm
- la sumarnatti sin unge arm.
- og upp or havet med sang og laatt
- steg gamle Norig so solskinsblaatt.